# 新和歌浦ロープウェイ

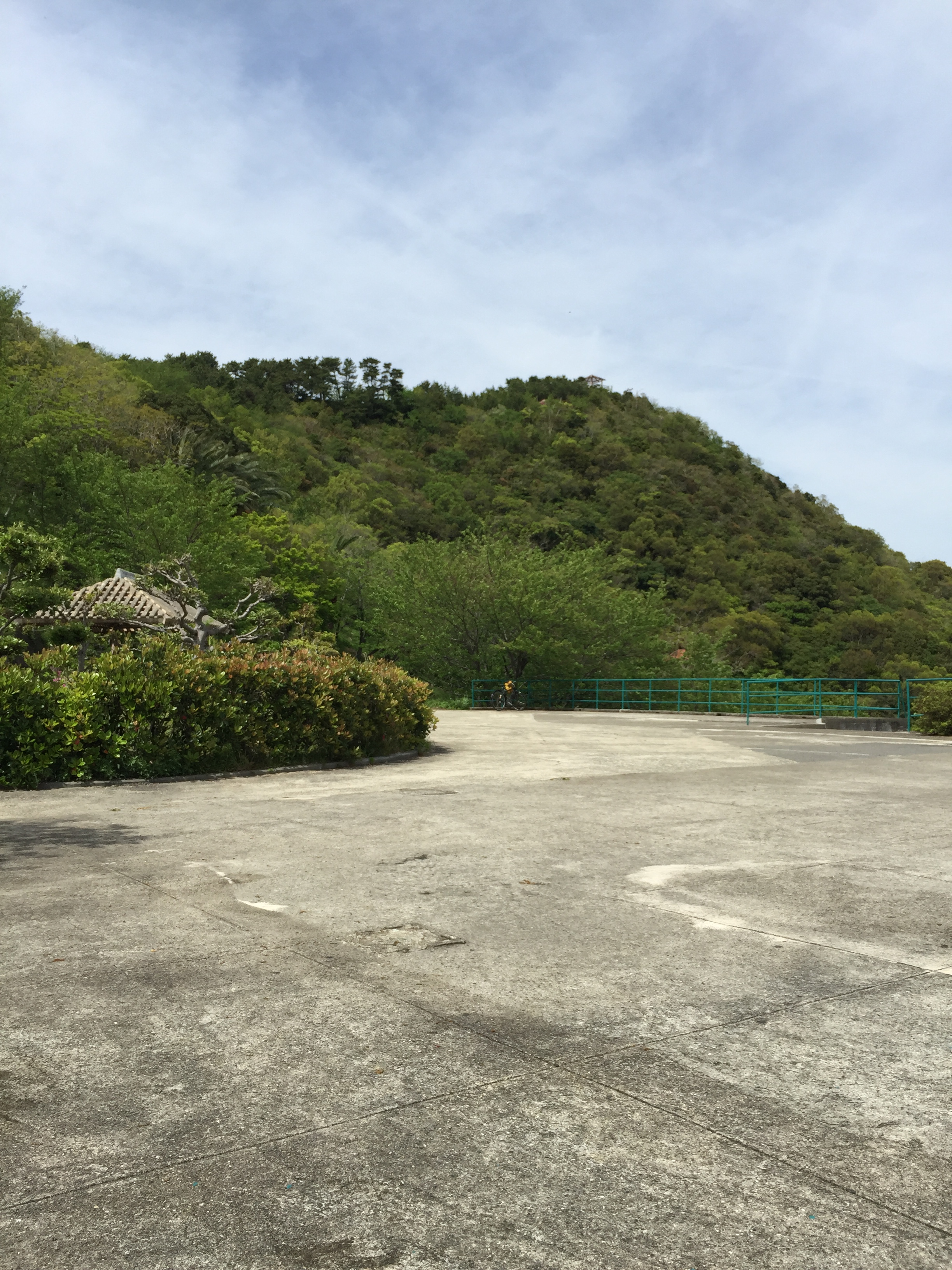
新和歌浦駅跡より高津子山駅跡方面

新和歌浦ロープウェイ（しんわかうらロープウェイ）は、かつて和歌山県和歌山市の新和歌浦駅と高津子山駅を結んでいた索道である。新和歌遊園が経営しており、山頂には回転展望台やスライダーがあった。

## 路線データ
- 路線距離（営業キロ）：254m
- 方式：3線交走式
- 駅数：2駅（起終点駅含む）

## 運行形態
9時から17時まで20分間隔で運行されていた。所要時間は3分。

## 搬器
- まつかぜ（1960年 - 1997年）
  - 西側の搬器。定員30名。
- さざなみ（1960年～1997年）
  - 東側の搬器。定員30名。

## 歴史
- 1960年5月15日 新和歌浦駅 - 高津子山駅間開業。
- 1996年 施設の老朽化により全線休止。
- 1997年2月1日 全線廃止。

## 駅一覧

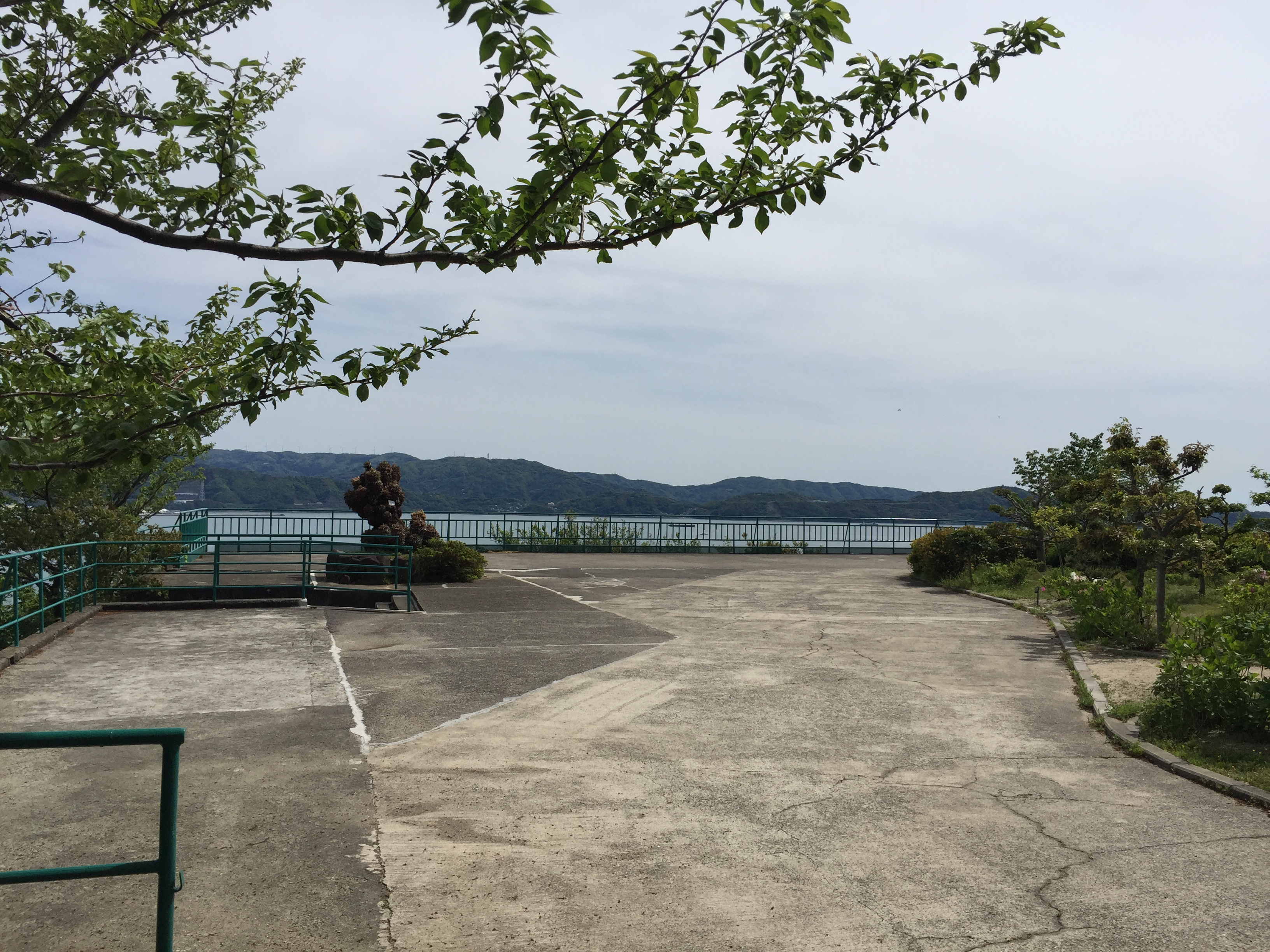
新和歌浦駅跡

新和歌浦駅 - 高津子山駅
- 新和歌浦駅新和歌浦駅跡
  - 和歌山バスの新和歌遊園停留所下車すぐ
  - 座標北緯34度11分07秒 東経135度09分18秒 / 北緯34.185167度 東経135.155012度

- 高津子山駅高津子山駅跡（右側）

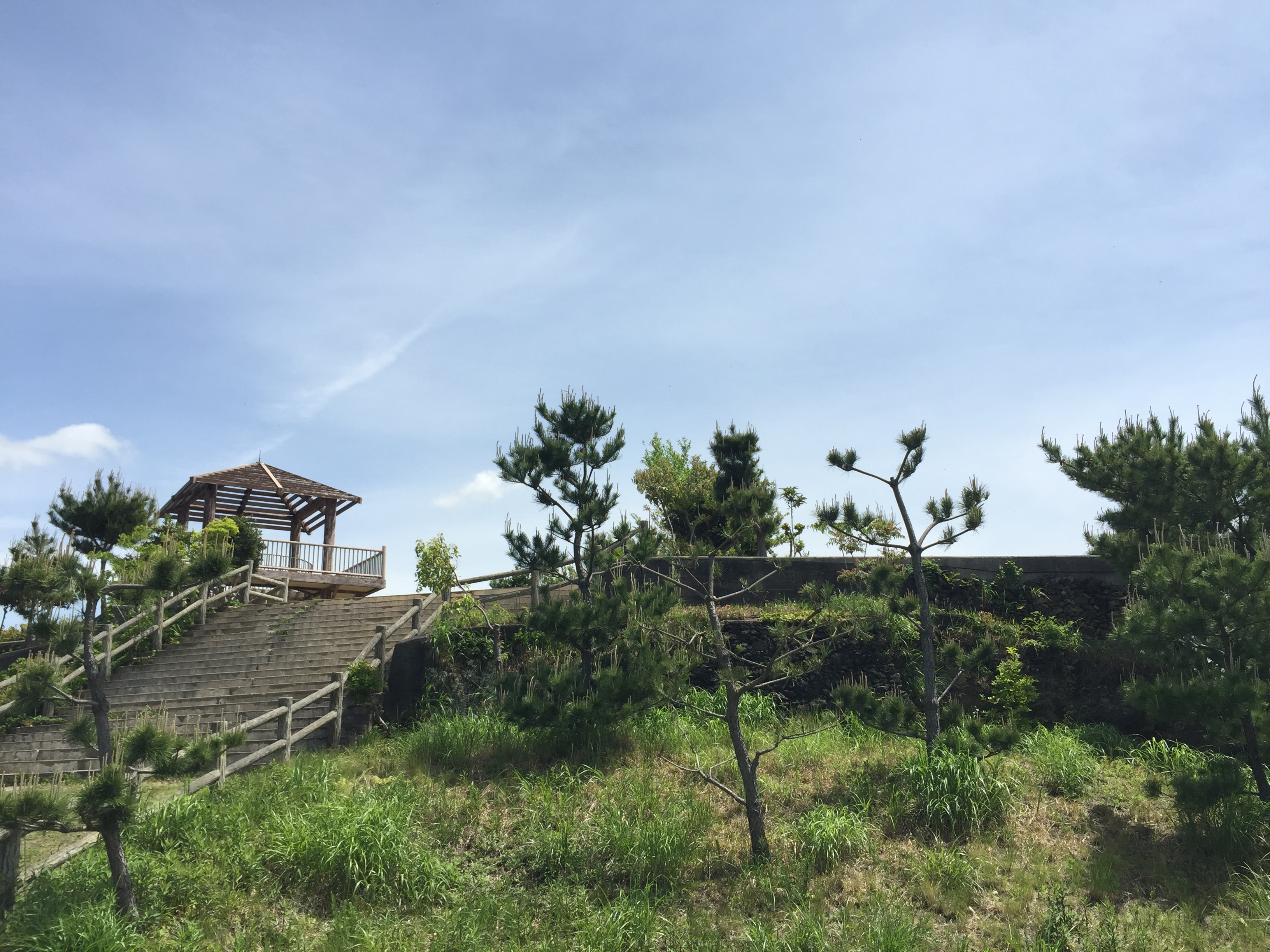
高津子山駅跡（右側）

  - その名の通り、高津子山（別名、章魚頭姿山）の山頂にあった。
  - 回転展望台や、スライダー乗り場があった。
  - 夏場にはナイター営業を実施していた時期もあり、展望台からの和歌山市内の夜景は絶景だった。
  - 座標北緯34度11分16秒 東経135度09分22秒 / 北緯34.187682度 東経135.155979度

## 現在
設備は全て撤去されている。ロープウェイの名残はほぼ無く、痕跡を見つけるのも難しい。2016年4月現在、新和歌浦駅跡地は登山者用の無料駐車場となっている。高津子山駅跡地は廃止後しばらく砂地だったが、後に木が植樹され、山並みが回復している。1999年6月、南海電気鉄道は高津子山駅付近の回転展望台を簡素なコンクリート製の無人展望台に建て替えた。
なお山麓から山頂までは徒歩20分を要する。